# St Mary's Stadium
O St Mary's Stadium é um estádio de futebol com cadeiras, mas também de lugares par ficar em pé, em Southampton, Hampshire, Inglaterra, que tem sido o estádio do clube da Premier League, Southampton Football Club desde 2001. O estádio tem capacidade para 32.384 espectadores e é atualmente o maior estádio de futebol do Sudeste da Inglaterra.
O Relatório Taylor, de 29 de janeiro de 1990, exigia que todos os clubes da Primeira e Segunda Divisões tivessem estádios para todos os lugares até agosto de 1994. Os diretores do Southampton decidiram inicialmente transformar o The Dell num estádio para todos os lugares com cadeiras (o que ficou concluído em 1993), mas a especulação sobre a deslocalização continuou, especialmente porque o Dell tinha uma capacidade para pouco mais de 15.000 espectadores. Apesar disso, o Southampton continuou a desafiar as probabilidades e a sobreviver na nova FA Premier League após 1992.
Depois de uma longa e infrutífera tentativa de construir um novo estádio de 25.000 lugares e um complexo de lazer em North Stoneham, nos arredores de Southampton, a Câmara Municipal ofereceu ao clube a possibilidade de construir um novo recinto no local de trabalho de gás desativado, no coração da cidade, a cerca de 1,5 km do The Dell.
A mudança foi citada como o retorno do clube para casa, porque o clube foi formado por membros da vizinha St Mary's Church, como o time de futebol da St. Mary's Church Young Men's Association antes de se tornar o Southampton St Mary's, e eventual Southampton. A construção começou em dezembro de 1999 e foi concluída no final de julho de 2001, com as obras no próprio estádio com 32.689 lugares e melhorias na infraestrutura local custando um total de £32 milhões.
Os Saints estão instalados no estádio desde agosto de 2001, quando se mudaram do The Dell, que nos últimos anos da sua vida teve capacidade para pouco mais de 15.000 espectadores - menos de metade do tamanho do novo estádio. O primeiro jogo foi disputado a 1 de agosto de 2001 contra o Espanyol, tendo o clube espanhol vencido por 4-3.
O primeiro hat-trick competitivo no estádio foi marcado por Stafford Browne para o Aldershot Town, numa vitória por 3-1 sobre o Havant & Waterlooville na final da Hampshire Senior Cup, em 1 de maio de 2002.
Em 2022, o estádio foi utilizado como um dos locais de realização do Euro 2022 Feminina da UEFA. Foi utilizado para acolher os jogos do Grupo A, no qual se encontrava a anfitriã Inglaterra.